# Assedio di Dapur
L'assedio di Dapur si svolse nel 1269 a.C., durante la campagna di Ramses II per sopprimere la Galilea e conquistare la Siria, tramandantoci grazie a una raffigurazione sulle mura del Ramesseum a Tebe, le cui iscrizioni riportano che Dapur si trovava "nella terra di Hatti". Sebbene quest'ultima sia stata spesso identificata con Tabor (Canaan), Kenneth Kitchen sostiene che essa si trovi in Siria, a nord di Qadeš.

## Antefatti
Dai rilievi egizi si può notare che Dapur fu una città fortificata, con mura interne ed esterne, e situata su una collina rocciosa, usuale per le città siriane e dell'età del bronzo.

## Forze in campo

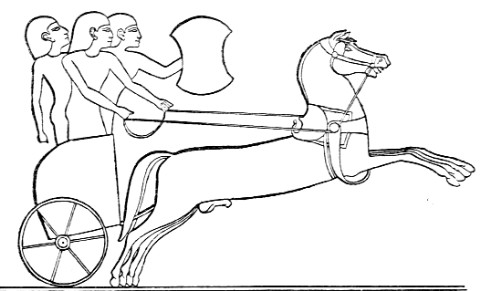
Carro ittita.

Le raffigurazioni contemporanee dell'assedio mostrano l'uso di carri da guerra e soldati che salgono su scale d'assedio sostenute da arcieri.
Anche sei figli di Ramses II (Khamwese, Montu, Meriamon, Amenemuya, Seti, Setepnere), che indossano ancora le ciocche laterali, compaiono nelle raffigurazioni.